# Persone di nome ʿAbd
| Questa pagina contiene informazioni ricavate automaticamente dalle voci biografiche con l'ausilio del template Bio e di un bot. L'aggiornamento è periodico e automatico e ricostruisce completamente la pagina. Se manca una persona in questa lista, sei pregato di non aggiungerla, ma accertati piuttosto che la sua voce biografica contenga il template Bio e che i dati anagrafici siano correttamente compilati. Se il template Bio manca, inseriscilo tu stesso o, in alternativa, metti l'avviso {{tmp\|Bio}} che ne segnala la mancanza. Se i dati riportati sono sbagliati, correggi direttamente la voce biografica; le modifiche saranno visibili in questa lista entro pochi giorni. Per chiarimenti vedi il progetto antroponimi. La lista contiene solo le 113 persone che sono citate nell'enciclopedia e per le quali è stato implementato correttamente il template Bio. Pagina aggiornata al 16 ott 2024. |

Questa è una lista di persone presenti nell'enciclopedia che hanno il prenome ʿAbd, suddivise per attività principale.

## Attivisti(1)
- ʿAbd Allāh al-ʿAzzām, attivista palestinese (Jenin, n. 1941 - Peshāwar, † 1989)

## Cantanti(1)
- Abd el-Halim Hafez, cantante e attore egiziano (el-Halawat, n. 1929 - Londra, † 1977)

## Diplomatici(1)
- 'Abd al-Rahman 'Azzam, diplomatico egiziano (Shūbak al-Gharbī, n. 1893 - Il Cairo, † 1976)

## Filosofi(1)
- 'Abd al-Hamid Ibn Badis, filosofo algerino (Costantina, n. 1889 - Costantina, † 1940)

## Generali(7)
- ʿAbd al-Ilāh al-Bashīr, generale siriano (Idlib)
- Abd al-Rahman Arif, generale e politico iracheno (Baghdad, n. 1916 - Amman, † 2007)
- ʿAbd Rabbih Manṣūr Hādī, generale e politico yemenita (Governatorato di Abyan, n. 1945)
- Abd al-Karim Qasim, generale e politico iracheno (Baghdad, n. 1914 - Baghdad, † 1963)
- ʿAbd Allāh al-Sallāl, generale e politico yemenita (Sana'a, n. 1917 - Sana'a, † 1994)
- Abdul Fatah Iunis, generale e politico libico (Gebel el-Achdar, n. 1944 - Bengasi, † 2011)
- Abd al-Rahman ibn Abd Allah al-Ghafiqi, generale arabo (Battaglia di Poitiers, † 732)

## Giuristi(4)
- Abd al-Wahhab al-Sha'rani, giurista egiziano (Qalqanshada, n. 1493 - Il Cairo, † 1565)
- 'Abd al-'Aziz Fahmi, giurista e politico egiziano (Kafr el-Muṣīlḥa, n. 1870 - Il Cairo, † 1951)
- 'Abd al-Rahman al-Awza'i, giurista arabo (Damasco, n. 707 - Beirut, † 774)
- Ibn Rajab, giurista arabo (Baghdad, n. 1335 - Damasco, † 1393)

## Grammatici(1)
- Ibn Abi Ishaq, grammatico arabo († 735)

## Guerriglieri(1)
- Abd al-Rasul Sayyaf, guerrigliero afghano (valle di Paghman, n. 1946)

## Imam(1)
- 'Abd Allah al-Wafi, imam arabo (Salamiyya, n. 795 - Salamiyya, † 828)

## Islamisti(1)
- Abd al-Aziz bin Abd Allah Al ash-Sheikh, islamista saudita (La Mecca, n. 1943)

## Letterati(1)
- Abd al-Hamid ibn Yahyà, letterato arabo († 750)

## Magistrati(1)
- Al-Baydawi, magistrato, teologo e filosofo persiano (Fars - Tabriz)

## Medici(1)
- Abd al-Mun'im Abu l-Futuh, medico e politico egiziano (Il Cairo, n. 1951)

## Mercanti(4)
- Abd al-Muttalib ibn Hashim, mercante arabo (Yathrib - La Mecca)
- Abū Ṭālib, mercante arabo (La Mecca - La Mecca, † 619)
- 'Abd Allah ibn Jud'an, mercante arabo
- ʿAbd Manāf ibn Quṣayy, mercante arabo (La Mecca - La Mecca)

## Militari(4)
- Abd al-Salam Arif, militare e politico iracheno (Baghdad, n. 1921 - tra Al-Qurna e Bassora, † 1966)
- Abdel Fattah al-Sisi, ex militare e politico egiziano (Il Cairo, n. 1954)
- Abd al-Latif Baghdadi, militare e politico egiziano (al-Mansura, n. 1917 - Il Cairo, † 1999)
- Abd al-Qadir al-Husayni, militare palestinese (Gerusalemme, n. 1907 - al-Qastal, † 1948)

## Mistici(1)
- Abd al-Qadir al-Gilani, mistico e santo persiano (Amul, n. 1078 - Baghdad, † 1166)

## Personalità religiose(1)
- Abd Allah ibn Yasin al-Juzuli, personalità religiosa berbero († 1058)

## Poeti(4)
- 'Abd Allāh ibn Rawāḥa, poeta arabo (Yathrib - Mu'ta, † 629)
- 'Abd al-Rahman al-Itrabanishi, poeta (Trapani)
- Abd Allah ibn al-Mu'tazz, poeta arabo (Samarra, n. 861 - Baghdad, † 908)
- Ibn Hamdis, poeta arabo (Siracusa - Maiorca, † 1133)

## Politici(21)
- Abdessalam Giallud, politico e militare libico (Mizda, n. 1944)
- Abd al-Rahman ibn al-Ash'ath, politico e militare arabo († 704)
- Abd Allah I di Giordania, politico e patriota giordano (La Mecca, n. 1882 - Gerusalemme, † 1951)
- ʿAbd Allāh ibn al-Zubayr, politico arabo (Medina, n. 624 - La Mecca, † 692)
- Abdulhamid al-Bakkusch, politico libico (Tripoli, n. 1933 - Riyad, † 2007)
- Abdel Rahim el-Kib, politico libico (Tripoli, n. 1950 - Tuscaloosa, † 2020)
- 'Abd al-Rahman bin 'Abd al-'Aziz Al Sa'ud, politico e imprenditore saudita (Riad, n. 1931 - Riad, † 2017)
- Abdullah Ghorab, politico e ingegnere egiziano (n. 1954)
- Abdel-Hafiz Ghoga, politico e avvocato libico
- Abd al-Fattah Muru, politico e avvocato tunisino (Tunisi, n. 1948)
- ʿAbd al-Hādī Qandīl, politico e ingegnere egiziano (Al Zarqa, n. 1935 - † 2019)
- Abd al-Rahman Shahbandar, politico siriano (n. 1880 - † 1940)
- Abd al-Muhsin al-Sa'dun, politico iracheno (Nāṣiriya, n. 1879 - Baghdad, † 1929)
- 'Abd Allah al-Yafi, politico libanese (Beyrut, n. 1901 - Beyrut, † 1986)
- Abd al-Ilah ibn Ali al-Hashimi, politico iracheno (Ta'if, n. 1913 - Baghdad, † 1958)
- Abd al-Aziz bin Abd Allah Al Sa'ud, politico e imprenditore saudita (Riyad, n. 1963)
- 'Abd al-'Aziz bin Mohyi el-Din Khoja, politico e diplomatico saudita (Mecca, n. 1940)
- Abd al-Aziz bin Salman Al Sa'ud, politico saudita (n. 1960)
- Abd al-Aziz ibn Marwan, politico arabo (Damasco, n. 649 - Helwan, † 705)
- 'Abd al-Ilah bin 'Abd al-'Aziz Al Sa'ud, politico saudita (Riyad, n. 1939 - † 2023)
- ʿAbd al-Majīd bin ʿAbd al-ʿAzīz Āl Saʿūd, politico saudita (Riad, n. 1942 - Seattle, † 2007)

## Predicatori(1)
- ʿAbd al-Ḥamīd Kishk, predicatore egiziano (Shabrākhīt, n. 1933 - Il Cairo, † 1996)

## Principi(14)
- Abd al-Aziz bin Ahmad Al Sa'ud, principe e imprenditore saudita (Redlands, n. 1963)
- Abd al-Aziz bin Fahd Al Sa'ud, principe, politico e imprenditore saudita (Riad, n. 1973)
- Abdul Rahman bin Musa'id Al Sa'ud, principe e dirigente sportivo saudita (Parigi, n. 1967)
- Abd al-Aziz bin Majid Al Sa'ud, principe e politico saudita (Gedda, n. 1960)
- Abd al-Aziz bin Salman bin Muhammad Al Sa'ud, principe, funzionario e imprenditore saudita (Riad, n. 1959)
- Abdul Rahman bin Sa'ud Al Sa'ud, principe e dirigente sportivo saudita (Riad, n. 1946 - Riad, † 2004)
- Abd al-Ilah bin Sa'ud Al Sa'ud, principe, politico e diplomatico saudita (Riyad, n. 1941 - † 2023)
- Abd al-Majid bin Sa'ud Al Sa'ud, principe e imprenditore saudita (Riyad, n. 1943 - Gedda, † 1991)
- Abd al-Aziz bin Sa'ud Al Sa'ud, principe e politico saudita (Arabia Saudita, n. 1983)
- Abd al-Aziz bin Turki bin Faysal Al Sa'ud, principe e pilota automobilistico saudita (Riad, n. 1983)
- Abd al-Aziz bin Turki Al Sa'ud, principe, imprenditore e filantropo saudita (Los Angeles, n. 1986)
- Abd al-Muhsin bin Abd al-Aziz Al Sa'ud, principe, politico e poeta saudita (Riad, n. 1925 - Riad, † 1985)
- Abd Allah bin Abd al-Aziz bin Musa'ed bin Jiluwi Al Sa'ud, principe e politico saudita (Ha'il, n. 1931 - 'Ar'ar, † 2015)
- Abd al-Aziz bin Talal Al Sa'ud, principe saudita (Gedda, n. 1982)

## Religiosi(2)
- Abd al-Karim Ha'iri, religioso iraniano (presso Ardikan, n. 1859 - † 1937)
- Abd al-Rahman ibn Nasir al-Sa'di, religioso saudita ('Unayza, n. 1889 - † 1956)

## Scrittori(1)
- Abd al-Rahman Munif, scrittore giordano (Amman, n. 1933 - Damasco, † 2004)

## Sovrani(6)
- Abd Allah II di Giordania, sovrano giordano (Amman, n. 1962)
- Abd al-Aziz dell'Arabia Saudita, sovrano saudita (Riyad, n. 1876 - Ta'if, † 1953)
- 'Abd al-'Aziz ibn Muhammad ibn Sa'ud, sovrano arabo (Penisola arabica - Dirʿiyya, † 1803)
- Abdelmálik, re († 1130)
- Abd al-Rahman bin Faysal Al Sa'ud, sovrano (Riad, n. 1845 - Riad, † 1928)
- Abd Allah III al-Salim Al Sabah, sovrano kuwaitiano (Madinat al-Kuwait, n. 1895 - Madinat al-Kuwait, † 1965)

## Storici(3)
- 'Abd al-Basit Sida, storico e politico curdo (Amuda, n. 1956)
- 'Abd al-'Aziz Duri, storico iracheno (Baghdad, n. 1919 - † 2010)
- Al-Jabarti, storico egiziano (Il Cairo, n. 1756 - Il Cairo, † 1825)

## Sultani(1)
- Abd Allah ibn Buluggin, sultano (Aghmat)

## Teologi(2)
- Abd al-Rahman al-Kawakibi, teologo siriano (Aleppo, n. 1855 - Il Cairo, † 1902)
- 'Abd al-Aziz ibn 'Abd Allah ibn Baz, teologo saudita (Riyad, n. 1910 - La Mecca, † 1999)

## Senza attività specificata(26)
- ʿAbd Allāh ibn Ubayy,  arabo († 631)
- Abd al-Malik Abd al-Wahid, emiro berbero († 1339)
- 'Abd Allah ibn Mu'awiya,  arabo (Khorasan, † 747)
- ʿAbd Allāh ibn ʿAbbās,  arabo (Medina - Ta'if)
- ʿAbd Allāh ibn ʿAbd al-Asad
- Abd Allah ibn Muhammad, emiro (Cordova, n. 844 - Cordova, † 912)
- Abd Allah ibn Muhammad (La Mecca, n. 611 - La Mecca, † 613)
- Abd Shams ibn Abd Manaf
- Abd al-Rahman ibn Mu'awiya,  arabo (Damasco, n. 731 - Cordova, † 788)
- Abd al-Rahman III, emiro (Cordova, n. 889 - Cordova, † 961)
- Abd al-Aziz ibn Musa (Siviglia, † 716)
- Abd Allah ibn Jahsh,  arabo (La Mecca - Uḥud, † 625)
- Ibn Marwan (Merida - Badajoz, † 890)
- Abd al-Aziz bin Mit'ab, emiro saudita (Ha'il, n. 1870 - Rawdat Muhanna, † 1906)
- ʿAbd al-Raḥmān ibn Abī Bakr,  arabo (La Mecca - † 666)
- ʿAbd Allāh ibn Jaʿfar (Abissinia - Medina, † 699)
- Abd al-Malik ibn Marwan, califfo arabo (Medina, n. 646 - Damasco, † 705)
- ʿAbd Allāh ibn Masʿūd (La Mecca - Medina, † 652)
- Abd al-Malik ibn Qatan al-Fihri (Cordova, † 742)
- ʿAbd Allāh ibn Salām,  arabo (Yathrib - Medina, † 663)
- 'Abd Allāh ibn Umm Maktūm,  arabo (La Mecca - † 636)
- ʿAbd Allāh ibn ʿAmr ibn al-ʿĀṣ,  arabo (La Mecca, n. 616 - Egitto, † 685)
- ʿAbd al-Rahmān ibn ʿAwf (La Mecca, n. 579 - Medina, † 652)
- ʿAbd Allāh ibn ʿUmar (La Mecca - La Mecca, † 693)
- Abd al-Rahman ibn Utba al-Fihri,  arabo
- ʿAbd Allāh ibn Ḥudhāfa al-Sahmī,  arabo (La Mecca)